# Polígono equiangular

Um pentágono equiangular.

Um polígono diz-se equiangular se tiver todos os ângulos internos iguais. Um polígono regular é equiangular (pois tem lados iguais e ângulos iguais), mas há polígonos equiangulares que não são regulares, como os retângulos.

## Ângulos internos
A soma dos amplitudes dos ângulos internos de um polígono de {\displaystyle n} lados é {\displaystyle (n-2)\times 180^{\circ }}, logo cada um dos ângulos internos tem amplitude
{\displaystyle {\frac {(n-2)\times 180^{\circ }}{n}}}

## Triângulos
Um triângulo equiangular é equilátero, pela Proposição 6 dos Elementos de Euclides (num triângulo, a ângulos iguais opõem-se lados iguais).

## Quadriláteros
Um quadrilátero equiangular tem os quatro ângulos retos, pois {\displaystyle {\frac {(4-2)\times 180^{\circ }}{4}}=90^{\circ }}, ou seja, é um retângulo.

## Pentágonos
Um pentágono equiangular tem os ângulos de amplitude {\displaystyle {\frac {(5-2)\times 180^{\circ }}{5}}=108^{\circ }}.